# Peix emperador cubera
El peix emperador cubera (Lutjanus cyanopterus) és una espècie de peix de la família dels lutjànids i de l'ordre dels perciformes.
És present des de Nova Escòcia i Bermuda fins a la desembocadura del riu Amazones (Brasil).
És un peix de clima subtropical i associat als esculls de corall que viu entre 18-55 m de fondària.
Els mascles poden assolir 160 cm de longitud total i 57 kg de pes.
Menja principalment peixos, gambes i crancs.